# Ахмаду Руфаї
Ахмаду II Руфаї (*бл. 1814 — 12 березня 1873) — султан Сокото в 1867—1873 роках.

## Життєпис
Один з молодших синів халіфа Усмана дан Фодіо. Народився близько 1814 року. Більшу частину життя провів у рібаті Сіламе, поблизу міста Аргунгу на північному заході держави Сокото. Згодом залишив Сіламе перед наступом військ емірату Кеббі.
1867 року після загибелі небожа Аліу Карамі обирається новим султаном як компроміс між групами прихильників Белло і Атіку. Не в змозі протистояти емірату Кеббі, що знову повстав, мусив визнати його незалежність. Зосередив основну увагу на розвитку економіки держави, особливо землеробства. Зміцнено систему регулярності оподаткування та надходжень до султанської скарбниці. Помер 1873 року. Трон перейшов до його небожа Абу-Бакра Атіку II.